# Zahirisme
El zahirisme (de l'àrab: الظاهرية, aẓ-ẓāhiriyya, ‘interpretació literal de l'Alcorà’) va ser una escola de pensament i de jurisprudència (màdhhab) islàmica sorgida a Esfahan (Pèrsia) a finals del segle ix seguint els ensenyaments de Dàwud ibn Khàlaf († 883). Es caracteritzava per considerar que només era vàlida la interpretació literal de l'Alcorà i dels hadits, acceptant amb molta reticència els mètodes tradicionals del fiqh o jurisprudència islàmica com ara l'ijmà (el consens) o el taqlid (l'obediència a la tradició), i sent aferrissadament hostil a la utilització del qiyàs (l'analogia aplicada a la comprensió dels texts sagrats).
Aquest ensenyament es va estendre ràpidament, tot i que no va perdurar fins més enllà del segle xiv, quan sembla que es va dissoldre en el hanbalisme. Durant un període de 15 anys, però, durant el regnat del soldà almohade Yaqub al-Mansur, va ser l'escola oficial de jurisprudència a l'Àndalus, indret on va ser promogut en gran manera pel filòsof i erudit cordovès Ibn Hazm.
En els temps moderns, la simplicitat interpretativa preconitzada pel zahirisme ha trobat ressò en moviments com el salafisme o l'islamisme polític.